# Nielsen Pro Tennis Championships 2013
Il Nielsen Pro Tennis Championships 2013 è stato un torneo di tennis facente parte della categoria ATP Challenger Tour nell'ambito dell'ATP Challenger Tour 2013. È stata la 22ª edizione del torneo che si è giocata a Winnetka negli Stati Uniti dal 1° al luglio 2013 su campi in cemento e aveva un montepremi di 50 000 $.

## Partecipanti singolare

### Teste di serie
| Nazionalità | Giocatore          | Ranking* | Testa di serie |
| ----------- | ------------------ | -------- | -------------- |
| Russia      | Alex Bogomolov Jr. | 81       | 1              |
| Stati Uniti | Steve Johnson      | 98       | 2              |
| Stati Uniti | Jack Sock          | 102      | 3              |
| Stati Uniti | Tim Smyczek        | 120      | 4              |
| India       | Somdev Devvarman   | 136      | 5              |
| Germania    | Miša Zverev        | 145      | 6              |
| Stati Uniti | Donald Young       | 154      | 7              |
| Stati Uniti | Bradley Klahn      | 178      | 8              |

- Ranking al 24 giugno 2013.

### Altri partecipanti
Giocatori che hanno ricevuto una wild card:
- Jarmere Jenkins
- Evan King
- Dennis Nevolo
- Jack Sock

Giocatori che sono passati dalle qualificazioni:
- Sekou Bangoura
- Jeff Dadamo
- Kevin King
- Martins Podzus

Giocatori che hanno ricevuto un entry come alternate:
- Eric Quigley
- Michael McClune
- Ante Pavić

## Vincitori

### Singolare
Jack Sock ha battuto in finale  Bradley Klahn con il punteggio di 6–4, 6–2

### Doppio
Yuki Bhambri /  Michael Venus hanno battuto in finale  Somdev Devvarman /  Jack Sock con il punteggio di 2–6, 6–2, [10–8]